# Булгаков, Яков Иванович
Я́ков Ива́нович Булга́ков (1743—1809) — русский дипломат, деятельность которого накануне и в годы Второй турецкой войны Екатерины II немало способствовала приобретению Россией Крыма. Действительный тайный советник.

## Биография
Происходил из старинного дворянского обедневшего рода. Родился 15 (26) октября 1743 года в Москве в семье секретаря Тайной канцелярии И. М. Булгакова.
Поступил в 1755 году своекоштным учеником в гимназию московского университета, где учился вместе с Д. И. Фонвизиным, П. И. Фонвизиным, Г. А. Потёмкиным, И. Ф. Богдановичем. Отличался знанием латинского и французского языков. Неоднократно отмечался как «достойный награждения» и как «ближайший к награждению». На торжественном акте в июле 1758 года получил золотую медаль. Вместе с Фонвизиным был в числе учеников, ездивших в Санкт-Петербург для представления И. И. Шувалову. Считался одним из лучших актёров любительской труппы при Московском университете. По окончании гимназии в 1759 году был произведён в студенты Московского университета.
В 1761 году был записан на службу в Коллегию иностранных дел. Ездил курьером в Варшаву с известием о кончине императрицы Елизаветы и вступлении на престол Петра III, в Вену — с известием о вступлении на престол Екатерины II.
В 1764 году был назначен в Варшаву, где служил при четырёх послах сначала секретарём, а потом советником посольства Репнина, отправленного в 1775 году в Константинополь для заключения мира, и принимал деятельное участие в переговорах. В 1777 году Булгаков в качестве секретаря сопровождал того же Репнина с войсками в Тешен, где собрался конгресс по делам Баварии. Затем вместе с Потёмкиным произвёл разграничение Новороссийской губернии с польской Украиной, акт которого подписал 5 января 1781 года.
В мае 1781 года Екатерина II назначила Булгакова на весьма трудный дипломатический пост чрезвычайного посланника и полномочного министра при Порте. Отношения между Россией и Османской империей были в то время весьма сложными, и Булгакову предстояло не только развивать и укреплять успехи, достигнутые Россией по Кючук-Кайнарджийскому миру, но и стараться оттянуть как можно дальше надвигающуюся новую войну. Главной задачей Булгакова было ослабить то впечатление, которое должно было произвести на турок подготовленное уже присоединение Крыма к России.
В 1783 году он заключил с Турцией торговый трактат и летом того же года, после нескольких месяцев оживленных переговоров крымский хан Шагин-Гирей передал свои владения императрице Екатерине II. «Ваша твердость, деятельность и ум отвратили войну», — писал Булгакову Светлейший князь Потёмкин, — «Турки были бы побеждены, но русская кровь также бы потекла».
Летом 1787 года Екатерина II была в Крыму, куда приезжал и Булгаков; здесь он получил инструкции относительного будущего образа действий его в Константинополе. По возвращении Булгакова в Константинополь Турция отказалась признать окончательное присоединение Крыма к России и стала требовать пересмотра всех трактатов с Россией. Булгаков решительно отказался принять эти предложения и в тот же день был объявлен мусафиром, или гостем Блистательной Порты, и по традиции отведён в Едикуль (Семибашенный замок), где пробыл в заключении 812 дней. Хотя надзор за Булгаковым был строгий, но он сумел достать секретный план турецких военных операций на море и сообщить его русскому правительству.
В октябре 1789 года, уже при султане Селиме III, Булгаков был отпущен из Константинополя. Екатерина II наградила его деньгами и поместьями в Белоруссии и назначила его посланником в Варшаву, где он пробыл 4 года. Павел I, по вступлении на престол, назначил Булгакова гражданским губернатором Виленской и Гродненской губерний, в чине действительного тайного советника.
Скончался 7 (19) июля 1809 года в Москве «в 4 часа по-полудни» и был похоронен в Покровском монастыре.
Я. И. Булгаков был большим любителем литературы. Ещё будучи студентом, он помещал свои переводы в «Полезном Увеселении» (1760 — 61). Во время своего заключения в Константинополе Булгаков занимался переводом 27-томного «Всемирного путешественника» аббата де-ла-Порта. Перевод выдержал два издания. Три издания имел перевод его поэмы «Влюблённый Роланд». Переписка его с Потёмкиным напечатана в «Русском Вестнике» (1814, III).

## Дети
Женат не был, но от француженки Екатерины Эмбер (по-русски называлась Екатерина Любимовна (?—1809); позднее жила в Москве и была замужем за доктором Шумлянским, от которого имела 2 дочерей — Любовь и Ольгу) имел трёх сыновей, очень им любимых, которым он завещал всё своё имение:
- Александр Яковлевич (15.11.1781—17.04.1863)
- Константин Яковлевич (31.12.1782—10.11.1835)
- Николай Яковлевич (04.05.1797— ?)[8]